# Moca-Croce
Moca-Croce é uma comuna francesa na região administrativa de Córsega, no departamento de Córsega do Sul. Estende-se por uma área de 27,75 km². 